# Efferia fusca
Efferia fusca är en tvåvingeart som först beskrevs av Christian Rudolph Wilhelm Wiedemann 1828.  Efferia fusca ingår i släktet Efferia och familjen rovflugor. Inga underarter finns listade i Catalogue of Life.